# Tablettenausdrückhilfe
Eine Tablettenausdrückhilfe ist ein mechanisches Gerät für das Herausdrücken von Tabletten aus der Blisterverpackung. Mit dem verordnungsfähigen Hilfsmittel können Tabletten ohne Mühe, auch einhändig, aus ihrer Verpackung gedrückt werden. 
Die Funktionsweise entspricht dem eines Entsteiners. Der Blister wird so in der Tablettenausdrückhilfe platziert, dass ein Napf mit der Tablette über der Öffnung eines Behälters zu liegen kommt, dann wird der Deckel der Ausdrückhilfe zugedrückt. Durch diesen Vorgang wird die Tablette durch die Blisterfolie herausgedrückt und fällt in den Behälter des Hilfsmittels. Aus diesem kann sie leicht entnommen werden.